# کاناگاوا بوگیو
کاناگاوا بوگیو (به ژاپنی: 神奈川奉行 Kanagawa bugyō)، مقام‌های شوگون‌سالاری توکوگاوا در دوره ادو ژاپن بودند. انتصاب در این دفتر برجسته معمولاً از دایمیوهای فودای بود. تفاسیر متعارف این عناوین ژاپنی را به عنوان «کمیسیون»، «نظارت» یا «فرماندار» تعبیر کرده‌اند.
این عنوان «شوگون» معرف مقامی است که مسئول اداره بندر استان کاناگاوا (یوکوهاما امروزی) بوده است. تعداد مردانی که همزمان این عنوان را داشتند، در طول زمان متغیر بوده است، از حداقل پنج نفر در سال ۱۸۵۹ تا حداکثر نه نفر در یک زمان.
این مقام اغلب همزمان با مقام گایکوکو بوگیو برگزار می‌شد.

## فهرست
- میزونو تادانوری،  (1859).[۳]
- تاکه‌موتو ماسائو (1859–1860, 1861–1862).[۴]
- ماتسودایرا یاسونائو (1860–1863).[۵]
- آبه ماساتو (1864–1866).[۶]
- هایاکاوا هیساتاکه[۷]